# نهادینه‌سازی
در جامعه‌شناسی، نهادینه‌سازی فرآیندی است که در آن یک مفهوم (مانند یک باور، هنجار، نقش اجتماعی، ارزش خاص یا شیوه رفتار) در یک سازمان، نظام اجتماعی یا جامعه به‌طور کلی جای می‌گیرد. این اصطلاح همچنین ممکن است برای اشاره به سپردن یک فرد یا گروه خاص به یک موسسه، مانند یک موسسه روانی یا رفاهی، به‌کار رود. این اصطلاح همچنین می‌تواند در معنای سیاسی به‌کار رود و به ایجاد یا سازماندهی نهادهای دولتی یا نهادهای خاصی که مسئول نظارت یا اجرای سیاست هستند، مثلاً در حوزه رفاه یا توسعه، اطلاق شود. در طول دوره انقلاب صنعتی در اروپا، بسیاری از کشورها دوره‌ای از «نهادینه شدن» را پشت‌سر گذاشتند که شاهد رشد گسترده نقش دولت در جامعه، به‌ویژه در حوزه‌هایی بود که پیش‌تر به‌عنوان حوزه خصوصی شناخته می‌شدند. نهادسازی همچنین به‌عنوان بخش مهمی از فرآیند مدرن‌سازی در کشورهای درحال توسعه دیده می‌شود که شامل گسترش و بهبود سازماندهی ساختارهای دولتی است.